# Planet Mu
Planet Mu — независимый лейбл, специализирующийся на так называемой интеллектуальной танцевальной музыке и смежных течениях. Лейбл располагается в британском городе Брайтон, а владельцем лейбла является Майк Парадинас, более известный под творческим псевдонимом µ-Ziq.
Изначально Planet Mu стартовал в 1995 году как подразделение Virgin Records для выпуска работ µ-Ziq и в перспективе других подобных музыкантов. Однако вскоре стало ясно, что маркетинговые службы Virgin не справляются с музыкой такого рода, и в 1998 году Майк Парадинас делает Planet Mu независимым. С этого момента каталожные номера лейбла начинаются на «ZIQ», а основная ставка делается на выпуск других музыкантов, нежели самого µ-Ziq.
За годы работы на лейбле было выпущено огромное количество музыкантов, среди которых Jlin, Capitol K, Decal, Hellfish, Jega, Leafcutter John, Luke Vibert (он же Plug), Phthalocyanine, Pinch,Remarc, Shitmat, Chervon, Venetian Snares и многие, многие другие.
Сегодня Planet Mu продолжает выпускать музыку в таких жанрах, как IDM, драм-н-бейс и брейккор, но особое внимание (порядка 50 % от всех релизов) уделяется дабстепу и грайму в лице MRK1 и Virus Syndicate, Distance, Benga, WWWINGS и других.